# Budiharja (Sindangkasih)
Budiharja is een bestuurslaag in het regentschap Ciamis van de provincie West-Java, Indonesië. Budiharja telt 3640 inwoners (volkstelling 2010).